# Az Újpest FC 2001–2002-es szezonja
Az Újpest FC 2001–2002-es szezonja szócikk az Újpest FC első számú férfi labdarúgócsapatának egy szezonjáról szól, mely sorozatban a 90., összességében pedig a 96. idénye volt a csapatnak a magyar első osztályban. A klub fennállásának ekkor volt a 116. évfordulója.

## Mérkőzések
| Színmagyarázat | Színmagyarázat |
| -------------- | -------------- |
|                | Győzelem.      |
|                | Döntetlen.     |
|                | Vereség.       |

### Borsodi Liga 2001–02

#### Őszi fordulók
| 1. forduló 2001. július 14. |

| Dunaferr SE                      | 2 – 1   | Újpest     |
| -------------------------------- | ------- | ---------- |
| Tököli 27' Bagoly 59' Molnár 74' | (1 – 0) | Tokody 66' |

| Dunaújváros Nézőszám: 3 000 Játékvezető: Ábrahám Attila (magyar) |

| 2. forduló 2001. július 21. |

| Újpest             | 1 – 1   | Haladás                                |
| ------------------ | ------- | -------------------------------------- |
| Dvéri 35' Erős 80' | (1 – 1) | Preisinger 27' Flávio Pim 38' Nagy 68' |

| Megyeri út, Budapest Nézőszám: 3 000 Játékvezető: Dubraviczky Attila (magyar) |

| 3. forduló 2001. július 28. |

| Ferencváros                                            | 2 – 1               | Újpest                 |
| ------------------------------------------------------ | ------------------- | ---------------------- |
| Korolovszky 5' (öngól) Vén 71' Zombori 59' Lipcsei 74' | (1 – 0) Jegyzőkönyv | Tokody 49' Szélesi 61' |

| Üllői út, Budapest Nézőszám: 13 000 Játékvezető: Megyebíró János (magyar) |

| 4. forduló 2001. augusztus 4. |

| Újpest                                                         | 4 – 2   | Vasas                         |
| -------------------------------------------------------------- | ------- | ----------------------------- |
| Kunzo 20' 34' Tokody 23' Dvéri 66' Herczeg 69' Korolovszky 33' | (2 – 1) | Szili 32' Zrlić 82' Gyánó 33' |

| Megyeri út, Budapest Nézőszám: 1 000 Játékvezető: Juhos Attila (magyar) |

| 5. forduló 2001. augusztus 11. |

| Győri ETO             | 1 – 1   | Újpest                     |
| --------------------- | ------- | -------------------------- |
| Vayer 84' Rósa D. 40' | (0 – 0) | Tokody 64' Korolovszky 44' |

| Rába ETO Stadion, Győr Nézőszám: 4 000 Játékvezető: Kiss Béla (magyar) |

| 6. forduló 2001. augusztus 19. |

| Újpest                                                       | 1 – 3   | MTK Hungária                      |
| ------------------------------------------------------------ | ------- | --------------------------------- |
| Vagner 20' Poljaković 18' Tokody 65' Lőw 68' Korolovszky 84′ | (1 – 1) | Ferenczi 24' Illés 82' Füzi 90+2' |

| Megyeri út, Budapest Nézőszám: 4 500 Játékvezető: Kassai Viktor (magyar) |

| 7. forduló 2001. augusztus 25. |

| Zalaegerszegi TE | 0 – 3   | Újpest                                                   |
| ---------------- | ------- | -------------------------------------------------------- |
| Molnár 55'       | (0 – 1) | Dvéri 30' Erős 71' 6' Galaschek 90' Szélesi 12' Pető 56' |

| ZTE Stadion, Zalaegerszeg Nézőszám: 9 000 Játékvezető: Makai János (magyar) |

| 8. forduló 2001. szeptember 8. |

| Újpest                                                                            | 7 – 2   | Kispest–Honvéd                          |
| --------------------------------------------------------------------------------- | ------- | --------------------------------------- |
| Tokody 16' Vagner 18' Kunzo 39' 73' Dvéri 54' Lőw 63' Medgyesi 82' 52' Tamási 60' | (3 – 1) | Faragó 27' Sasu 50' Müller 10' Tóth 18' |

| Megyeri út, Budapest Nézőszám: 3 000 Játékvezető: Sápi Csaba (magyar) |

| 9. forduló 2001. szeptember 16. |

| Debreceni VSC                                                     | 4 – 0   | Újpest             |
| ----------------------------------------------------------------- | ------- | ------------------ |
| Nenadić 4' Plókai 45' Tiber 58' Böőr 66' Szatmári 7' Sketiani 39' | (2 – 0) | Tokody 60' Lőw 84' |

| Oláh Gábor utcai stadion, Debrecen Nézőszám: 6 000 Játékvezető: Bukovics József (magyar) |

| 10. forduló 2001. szeptember 22. |

| FC Sopron                       | 1 – 4   | Újpest                                   |
| ------------------------------- | ------- | ---------------------------------------- |
| Sira 56' Orabinec 39' Bausz 74' | (0 – 1) | Tamási 37' Erős 58' Vágner 59' Dvéri 81' |

| Káposztás utcai Stadion, Sopron Nézőszám: 4 500 Játékvezető: Szarka Zoltán (magyar) |

| 11. forduló 2001. szeptember 29. |

| Újpest                                                   | 2 – 0   | Videoton              |
| -------------------------------------------------------- | ------- | --------------------- |
| Vagner 67' Lőw 90+2' Pető 15' Tokody 28' Korolovszky 29' | (0 – 0) | Kovács 53' Szalai 58' |

| Megyeri út, Budapest Nézőszám: 2 500 Játékvezető: Kiss Béla (magyar) |

| 12. forduló 2001. október 14. |

| Újpest               | 0 – 2   | Dunaferr SE                                   |
| -------------------- | ------- | --------------------------------------------- |
| Posza 45' Frunza 80' | (0 – 1) | Tököli 14' Penksa 72' 58' Rósa 42' Molnár 78' |

| Megyeri út, Budapest Nézőszám: 5 500 Játékvezető: Bukovics József (magyar) |

| 13. forduló 2001. október 20. |

| Haladás                                                 | 2 – 2   | Újpest             |
| ------------------------------------------------------- | ------- | ------------------ |
| Filipović 21' 45' Preisinger 26' Juhász 63' Arnon 90+1' | (2 – 1) | Erős 4' Tamási 79' |

| Rohonci úti stadion, Szombathely Nézőszám: 5 000 Játékvezető: Arany Tamás (magyar) |

| 14. forduló 2001. október 24. |

| Újpest                                 | 2 – 2               | Ferencváros                                    |
| -------------------------------------- | ------------------- | ---------------------------------------------- |
| Erős 73' Poljaković 82' 78' Tamási 25' | (0 – 0) Jegyzőkönyv | Dragóner 76' 84' Vén 79' Fülöp 16' Lipcsei 69' |

| Megyeri út, Budapest Nézőszám: 4 000 Játékvezető: Juhos Attila (magyar) |

| 15. forduló 2001. október 27. |

| Vasas | 0 – 2   | Újpest                         |
| ----- | ------- | ------------------------------ |
|       | (0 – 1) | Tokody 12' Vagner 53' Pető 24' |

| Fáy utca, Budapest Nézőszám: 3 000 Játékvezető: Hanacsek Attila (magyar) |

| 16. forduló 2001. november 2. |

| Újpest                                    | 2 – 1   | Győri ETO                                  |
| ----------------------------------------- | ------- | ------------------------------------------ |
| Tamási 14' Tokody 35' Vagner 56' Erős 85' | (2 – 0) | Farkas 90+1' Lakos 40' Vasas 57' Vayer 73' |

| Megyeri út, Budapest Nézőszám: 2 000 Játékvezető: Bede Ferenc (magyar) |

| 17. forduló 2001. november 10. |

| MTK Hungária                                                     | 3 – 0   | Újpest |
| ---------------------------------------------------------------- | ------- | ------ |
| Zavadszky 31' Füzi 60' 73' Smiljanić 12' Balaskó 81' Komlósi 88' | (1 – 0) |        |

| Hungária körút, Budapest Nézőszám: 3 000 Játékvezető: Kassai Viktor (magyar) |

| 18. forduló 2001. november 18. |

| Újpest                               | 1 – 4   | Zalaegerszegi TE                           |
| ------------------------------------ | ------- | ------------------------------------------ |
| Tokody 3' Tamási 83' Korolovszky 86′ | (1 – 2) | Nagy 34' Kenesei 39' Balog 49' Waltner 66' |

| Megyeri út, Budapest Nézőszám: 1 500 Játékvezető: Szarka Zoltán (magyar) |

| 19. forduló 2001. november 21. |

| Kispest–Honvéd                     | 1 – 0   | Újpest       |
| ---------------------------------- | ------- | ------------ |
| Németh 47' Pintér 25' Udvarácz 60' | (0 – 0) | Medgyesi 67' |

| Bozsik József Stadion, Budapest Nézőszám: 1 500 Játékvezető: Hajdó Attila (magyar) |

| 20. forduló 2001. november 24. |

| Újpest                             | 2 – 2   | Debreceni VSC                                            |
| ---------------------------------- | ------- | -------------------------------------------------------- |
| Tamási 62' 32' Frunza 72' Pető 43' | (0 – 1) | Sketiani 45' 61' Kerekes 90+2' Aleksić 37' Nenadić 90+1' |

| Megyeri út, Budapest Nézőszám: 800 Játékvezető: Makai János (magyar) |

| 21. forduló 2001. december 9. |

| Újpest                                    | 2 – 1   | FC Sopron             |
| ----------------------------------------- | ------- | --------------------- |
| Dvéri 29' Tokody 71' Erős 33' Herczeg 85' | (1 – 0) | Tóth M. 67' Varga 90' |

| Megyeri út, Budapest Nézőszám: 800 Játékvezető: Kiss Béla (magyar) |

- Elhalasztott mérkőzés.

| 22. forduló 2001. december 5. |

| Videoton                               | 4 – 1   | Újpest                             |
| -------------------------------------- | ------- | ---------------------------------- |
| Hamar 7' 45' Komódi 73' 77' Vilotić 9' | (2 – 1) | Vagner 44' Galaschek 21' Kunzo 45' |

| Sóstói Stadion, Székesfehérvár Nézőszám: 2 000 Játékvezető: Ábrahám Attila (magyar) |

#### Tavaszi fordulók
| 23. forduló 2002. március 2. |

| Dunaferr SE                  | 1 – 2   | Újpest                |
| ---------------------------- | ------- | --------------------- |
| Éger 70' Bagoly 16' Kiss 86' | (0 – 0) | Túlio 52' Slončík 54' |

| Akasztó Nézőszám: 5 000 Játékvezető: Ábrahám Attila (magyar) |

| 24. forduló 2002. március 10. |

| Újpest                                       | 2 – 1   | Haladás                                 |
| -------------------------------------------- | ------- | --------------------------------------- |
| Lőw 15' Túlio 48' Tamási 60' Korolovszky 86' | (1 – 0) | Filipović 19' Preisinger 43' Szekér 51' |

| Megyeri út, Budapest Nézőszám: 6 000 Játékvezető: Sápi Csaba (magyar) |

| 25. forduló 2002. március 16. |

| Ferencváros                                                | 2 – 0               | Újpest                                     |
| ---------------------------------------------------------- | ------------------- | ------------------------------------------ |
| Gera 38' Lipcsei 45' (11-esből) Szkukalek 81' Dragóner 90' | (2 – 0) Jegyzőkönyv | Vágner 11' Slončík 42' Tamási 55' Erős 90' |

| Üllői út, Budapest Nézőszám: 15 627 Játékvezető: Hanacsek Attila (magyar) |

| 26. forduló 2002. március 23. |

| Újpest                                        | 2 – 2   | Vasas                                   |
| --------------------------------------------- | ------- | --------------------------------------- |
| Túlio 23' Vagner 50' Erős 40' Korolovszky 49' | (1 – 1) | M'Bemba 8' 18′, 61′ Hrutka 55' Tóth 50′ |

| Megyeri út, Budapest Nézőszám: 5 000 Játékvezető: Hajdó Attila (magyar) |

| 27. forduló 2002. március 29. |

| Győri ETO                                                 | 3 – 2   | Újpest                                                |
| --------------------------------------------------------- | ------- | ----------------------------------------------------- |
| Semenik 29' Szanyó 53' Nyicsenko 74' Gögh 64' Golović 67' | (1 – 1) | Tokody 43' Vagner 50' Medgyesi 2' Túlio 35' Kunzo 74' |

| Rába ETO Stadion, Győr Nézőszám: 3 500 Játékvezető: Juhos Attila (magyar) |

| 28. forduló 2002. április 6. |

| Újpest                                                | 2 – 0   | MTK Hungária                                            |
| ----------------------------------------------------- | ------- | ------------------------------------------------------- |
| Škorić 36' (öngól) Kozel 59' Slončík 54' Medgyesi 55' | (1 – 0) | Škorić 32' Jezdimirović 52' Smiljanić 78' Zavadszky 84' |

| Megyeri út, Budapest Nézőszám: 3 500 Játékvezető: Sápi Csaba (magyar) |

| 29. forduló 2002. április 10. |

| Zalaegerszegi TE                   | 1 – 1   | Újpest                        |
| ---------------------------------- | ------- | ----------------------------- |
| Molnár 60' 58' Urbán 26' Csóka 75' | (0 – 1) | Tokody 2' 62' Tamási 18′, 90′ |

| ZTE Stadion, Zalaegerszeg Nézőszám: 6 500 Játékvezető: Hanacsek Attila (magyar) |

| 30. forduló 2002. április 13. |

| Újpest                                                | 4 – 0   | Kispest–Honvéd                             |
| ----------------------------------------------------- | ------- | ------------------------------------------ |
| Lőw 4' Túlio 27' Piroska 68' Móri 89' Korolovszky 88' | (2 – 0) | Babos 13' Dulca 41' Téger 42' Borgulya 61' |

| Megyeri út, Budapest Nézőszám: 4 000 Játékvezető: Megyebíró János (magyar) |

| 31. forduló 2002. április 20. |

| Debreceni VSC                       | 1 – 1   | Újpest                         |
| ----------------------------------- | ------- | ------------------------------ |
| Szekeres 60' Bajzát 16' Bernáth 20' | (0 – 1) | Tokody 29' Erős 64' Vagner 77' |

| Oláh Gábor utcai stadion, Debrecen Nézőszám: 4 700 Játékvezető: Hajdó Attila (magyar) |

| 32. forduló 2002. április 24. |

| FC Sopron                                                        | 3 – 1   | Újpest                                  |
| ---------------------------------------------------------------- | ------- | --------------------------------------- |
| Tóth M. 6' 29' Somogyi 18' Szabados 78' Csiszár 90' Pintér 90+2' | (3 – 0) | Móri 51' 60' Korolovszky 6' Piroska 23' |

| Káposztás utcai Stadion, Sopron Nézőszám: 4 800 Játékvezető: Makai János (magyar) |

| 33. forduló 2002. április 27. |

| Újpest                                        | 2 – 3   | Videoton                                         |
| --------------------------------------------- | ------- | ------------------------------------------------ |
| Vagner 29' Tokody 45' Slončík 50' Piroska 81' | (2 – 1) | Sorato 44' 61' Szalai 80' Komódi 28' Vilotić 88' |

| Megyeri út, Budapest Nézőszám: 3 000 Játékvezető: Bukovics József (magyar) |

| 34. forduló 2002. május 4. |

| Újpest                                             | 1 – 2   | Zalaegerszegi TE                              |
| -------------------------------------------------- | ------- | --------------------------------------------- |
| Túlio 20' Erős 23' Kozel 39' Lőw 53' Szélesi 90+1' | (1 – 0) | Egressy 54' Kenesei 81' Balog 57' Szamosi 86' |

| Megyeri út, Budapest Nézőszám: 1 500 Játékvezető: Hanacsek Attila (magyar) |

| 35. forduló 2002. május 11. |

| Újpest                                      | 1 – 2   | Dunaferr SE                             |
| ------------------------------------------- | ------- | --------------------------------------- |
| Poljaković 4' Túlio 42' Kozel 65' Kunzo 78' | (1 – 1) | Rósa 44' 17' Tököli 55' 23' Sowunmi 69' |

| Megyeri út, Budapest Nézőszám: 2 000 Játékvezető: Solymosi Péter (magyar) |

| 36. forduló 2002. május 18. |

| Újpest                                                               | 3 – 2               | Ferencváros                |
| -------------------------------------------------------------------- | ------------------- | -------------------------- |
| Erős 55' Lőw 59' Herczeg 90' Pető 49' Poljaković 62' Korolovszky 81' | (0 – 0) Jegyzőkönyv | Jović 60' 63' Keller 90+2' |

| Megyeri út, Budapest Nézőszám: 5 000 Játékvezető: Szabó Zsolt (magyar) |

| 37. forduló 2002. május 22. |

| Videoton                                                           | 5 – 0   | Újpest   |
| ------------------------------------------------------------------ | ------- | -------- |
| Tímár 26' 39' 90' Lőw 32' (öngól) Földes 54' Terjék 57' Szalai 37' | (3 – 0) | Erős 26' |

| Sóstói Stadion, Székesfehérvár Nézőszám: 2 000 Játékvezető: Szarka Zoltán (magyar) |

| 38. forduló 2002. május 25. |

| MTK Hungária | 1 – 2   | Újpest              |
| ------------ | ------- | ------------------- |
| Illés 89'    | (0 – 1) | Tokody 34' Móri 71' |

| Hidegkuti Nándor Stadion, Budapest Nézőszám: 1 000 Játékvezető: Juhos Attila (magyar) |

#### Végeredmény (Felsőház)
| # | Csapat                      | J  | Gy | D  | V  | Rg | Kg | Gk  | P  | Megjegyzés                                         |
| - | --------------------------- | -- | -- | -- | -- | -- | -- | --- | -- | -------------------------------------------------- |
| 1 | Zalahús Zalaegerszegi TE FC | 38 | 21 | 8  | 9  | 76 | 47 | +29 | 71 | Bajnok, 2002–2003-as BL 2. selejtezőkör            |
| 2 | Ferencvárosi TC             | 38 | 21 | 6  | 11 | 66 | 39 | +27 | 69 | 2002–2003-as UEFA-kupa selejtező                   |
| 3 | MTK Hungária                | 38 | 21 | 4  | 13 | 62 | 47 | +15 | 67 |                                                    |
| 4 | Dunaferr SE                 | 38 | 17 | 8  | 13 | 71 | 47 | +24 | 59 |                                                    |
| 5 | Videoton FC Fehérvár        | 38 | 15 | 10 | 13 | 56 | 53 | +3  | 55 |                                                    |
| 6 | Újpest FC                   | 38 | 14 | 8  | 16 | 65 | 69 | -4  | 50 | 2002–2003-as UEFA-kupa selejtező (kupagyőztesként) |

1. ↑  Hat pont levonás Németh Viktor jogosulatlan játékáért a 24.-25. fordulóban

## Külső hivatkozások
- Az Újpest FC hivatalos honlapja (magyarul)
- Újpest szurkolói portál